# Incagaai
De Incagaai (Cyanocorax yncas) is een zangvogel uit de familie van de kraaien (Corvidae).

## Verspreiding en leefgebied
Deze soort komt voor van Venezuela tot Bolivia en telt vijf ondersoorten:
- C. y. galeatus: het westelijke deel van Centraal-Colombia.
- C. y. cyanodorsalis: centraal en oostelijk Colombia en noordwestelijk Venezuela.
- C. y. guatimalensis: noordelijk Venezuela.
- C. y. yncas: zuidwestelijk Colombia, oostelijk Ecuador, Peru tot centraal Bolivia.
- C. y. longirostris: de Marañónvallei in noordelijk Peru.